# لجام قلفة القضيب
لجام قلفة القضيب شريط رفيع مرن من الأنسجة على الجانب الأسفل من حشفة وعنق قضيب الإنسان. يربط القلفة بالحشفة والغشاء المخاطي البطني أيضًا عند الرجال غير المختونين. اللجام مرنٌ عند البالغين مرونة كافية للسماح بالحركة اليدوية للقلفة فوق الحشفة ويساعد على سحب القلفة أثناء الانتصاب. أما عند الارتخاء فنقبض اللجام لتضييق فتحة القلفة.
يشبه لجام القضيب لجام اللسان بين السطح الأسفل للسان والفك الأسفل، أو اللجام بين الشفة العليا والجزء الخارجي من اللثة العليا.
قد يكون اللجام في بعض الرجال أقصر من المعتاد وهي ظاهرة تعرف باسم frenulum breve. فيكون علاجه غير جراحيًّا أو خاصةً مع الحبل القضيبي قد يشمل استئصال اللجام أو إطالته.